# Герб комуни Гегсбю
Герб комуни Гегсбю (швед. Högsby kommunvapen) — символ шведської адміністративно-територіальної одиниці місцевого самоврядування комуни Гегсбю. 

## Історія
Герб ландскомуни Гегсбю отримав королівське затвердження 1961 року. 
Після адміністративно-територіальної реформи, проведеної в Швеції на початку 1970-х років, муніципальні герби стали використовуватися лишень комунами. Цей герб був перебраний для нової комуни Гегсбю.
Герб комуни офіційно зареєстровано 1974 року.

## Опис (блазон)
У синьому полі срібна глава, відділена січенням з трьома півкруглими виступами.

## Зміст
Ділення щита асоціюється з силуетом моста Тінгебрун, спорудженого через річку Емон у Гегсбю.